# CALSTART
CALSTARTとはアメリカ合衆国カリフォルニア州を拠点とする低公害車を普及することを目的とした技術コンソーシアムである。

## 概要
1992年に40社が参加して設立された。現在では150社以上が加盟して技術開発や普及に向けた活動を実施する。
設立されて既に20年以上が経過したが、その間にパワーエレクトロニクスや充電池の改良、発展により、電気自動車の性能は着実に向上してきた。現在は電気自動車と並行して水素自動車の普及にも取り組む。